# Batalha naval (jogo)
Batalha naval é um jogo de tabuleiro de dois jogadores, no qual os jogadores têm de adivinhar em que quadrados estão os navios do oponente. Embora o primeiro jogo em tabuleiro comercializado e publicado pela Milton Bradley Company em 1931, o jogo foi originalmente jogado com lápis e papel. Seu objectivo é derrubar os barcos do oponente adversário, ganha quem derrubar todos os navios adversários primeiro.
O jogo original é jogado em duas grelhas para cada jogador — uma que representa a disposição dos barcos do jogador, e outra que representa a do oponente. As grelhas são tipicamente quadradas, estando identificadas na horizontal por números e na vertical por letras. Em cada grelha o jogador coloca os seus navios e regista os tiros do oponente.
Antes do início do jogo, cada jogador coloca os seus navios nos quadros, alinhados horizontalmente ou verticalmente. O número de navios permitidos é igual para ambos jogadores e os navios não podem se sobrepor.
Após os navios terem sido posicionados o jogo continua numa série de turnos. Em cada turno, um jogador diz um quadrado, o qual é identificado pela letra e número, na grelha do oponente, se houver um navio nesse quadrado, é colocada uma marca vermelha, senão houver é colocada uma marca branca.
Os tipos de navios são: porta-aviões (cinco quadrados), navios-tanque (quatro quadrados), contratorpedeiros (três quadrados) e submarinos (dois quadrados). Vale notar que os quadrados que compõem um navio devem estar conectados e em fila reta. Numa das variações deste jogo, as grelhas são de dimensão 10x10, e o número de navios são: 1, 2, 3 e 4 respectivamente.